# Dirinon
Dirinon (tiếng Breton: Dirinonn) là một xã của tỉnh Finistère, thuộc vùng Bretagne, miền tây bắc Pháp.

## Dân số
Người dân ở Dirinon được gọi là Dirinonais.